# ランドルフ・カーター
ランドルフ・カーター（Randolph Carter）は、クトゥルフ神話に登場する架空の人物。
創造者はハワード・フィリップス・ラヴクラフト（以下HPL）であり、HPL自身をモデルとした人物と分析されている（後述）。

## 概要
アメリカ合衆国マサチューセッツ州ボストン在住の神秘学者、東洋学者、数学者。第一次世界大戦でフランス外人部隊に所属するが、1916年に重傷を負っている。1928年に謎の失踪を遂げている。資産家。
夢を介して異世界「ドリームランド」に赴く事ができる力（夢見人の力）があったが、30歳のときに喪失する。以来、現実世界から脱出して夢の中へ行きたがっていた。他人と同じ生活をしてみたが人間の野心が無意味と悟る。一族に伝わる「銀の鍵」を使い先祖のエドマンド・カーターの記録を頼りにアーカムの洞窟「蛇の巣」で失踪する。
HPLの小説『ランドルフ・カーターの陳述』で初登場し、『銀の鍵の門を越えて』でネクロノミコンを読んだことがあると言及され、『幻影の王』でそれがアラビア語版だと明かされた。HPLの作品に計5回登場し、シリーズの主人公とも言える。
初登場作品『ランドルフ・カーターの陳述』は、HPLが見た夢をそのまま小説として書き上げたもの。HPLは、その夢の中での自分自身をランドルフ・カーターに置き換えて執筆した。
大瀧啓裕は『銀の鍵』に至って、ランドルフ・カーターがHPLの「理想化された分身となるにいたった」と解説している。

### 来歴
- 1874年10月7日 - アーカムで誕生。
- 1883年（10歳ごろ） - 洞窟「蛇の巣」で奇妙な体験をする。
- 1904年（30歳ごろ） - ドリームランドのカダスでナイアーラトテップと対決する。
- 1916年 - 世界大戦に従軍、フランス外人部隊として戦う。
- 1919年 - 友人ウォーランが失踪する。
- 1928年10月7日（54歳） - 銀の鍵を使い、失踪。
- 1930年 - アメリカにチャンドラプトゥラ師という人物が現れ、カーターの友人たちと連絡を取り合う。
- 1932年 - カーターの遺産相続に関する話し合いが発生する。

## 登場作品
- 【陳述】『ランドルフ・カーターの陳述』1919年執筆、1920年同人誌発表、1925年WT発表[1]。全集6/新訳4/新潮2
- 【名状】『名状しがたいもの』1923年執筆、1925年発表[3]。全集6/新訳4/新潮3
- 【銀鍵】『銀の鍵』1926年執筆、1929年発表[2]。全集6/新訳4/新潮3/定本3
- 【夢求】『未知なるカダスを夢に求めて』1926年執筆、没後1943年発表[4]。全集6/クト3/新訳4
- 【門越】『銀の鍵の門を越えて』1933年執筆、1934年発表[5]：エドガー・ホフマン・プライスとの合作。全集6/新訳4/定本6
- 『幻影の王』1932年執筆、1982年発表[5]：エドガー・ホフマン・プライスの単著。定本6/新訳4

解説にて頻出のため略式表記を併記する。
『ランドルフ・カーターの陳述』『名状しがたいもの』の2作では語り手（視点人物）となっている。
エドガー・ホフマン・プライスは『銀の鍵』のファンであり、失踪したカーターの続きが見たいと切望して、『幻影の王』を書いた。『幻影の王』をHPLは『銀の鍵の門を越えて』としてリメイクした。そのため、一度は終わったカーターのシリーズであったが続きが書き加えられている。
日本では全集6、新訳4などにまとめて収録されている。邦題は創元の全集から。

### HPL作品1『ランドルフ・カーターの陳述』
ハーリイ・ウォーランはインドから発注したアラビア語の魔術書の解読を機に、7年来の友人カーターを伴ってビッグ・サイプラス沼の地下墓地に赴く。カーターが残り、ウォーランは単身で地下に降りる。カーターは電話で彼の様子を聞いていたが、悲鳴が上がる。友人の身を案じるカーターに、受話器から「ばかめ。ウォーランは死んだわ」という声が返って来る。

### HPL作品2『名状しがたいもの』
ジョウエル・マントンは、ニューイングランド特有の独善的な部分がある性格で、カーターと度々論争を繰り広げてきた。ある秋の夜、2人はアーカムの古い埋葬地で「名状しがたいもの」の論争を行っていたが、突然現れた謎の怪物が2人に襲いかかり、命からがら逃れる。体につけられた切り傷は、異常な爪や角によるものであった。

### HPL作品3『銀の鍵』
カーターが「銀の鍵」を持って消息を絶つ。

### HPL作品4『未知なるカダスを夢に求めて』
1904年・30歳のカーターは、カダスを求めてドリームランドで旅をしていた。最終的に、禁断のカダスを見ることに成功するが、ナイアーラトテップの怒りを買い、代償として夢見の力を剥奪される。
この作品は、HPLが生前（1937年死去）に執筆し、没後に発表された。時系列は最も古い。他の作品との作風の違い、夢の国に赴く力を失う経緯が矛盾しているが、これは、HPLが発表するつもりがなかったことに関係する。

### HPL作品5『銀の鍵の門を越えて』
カーターの失踪から4年が経過し、財産の処遇を決める会合が開かれる。

### その他の作品
『幻影の王』でカーターが銀の鍵を使用して「窮極の門」の門番にして古きものの長ウムル・アト＝タウィルに遭遇した。門を通るかどうか問われた際には通ると答え、連れて行かれた。カーターは宇宙存在に出会いカーターの住む世界の正体を教えられ、夢の都市イレク＝ヴァドの玉座を支配することを進言された。
後続作品では、ブライアン・ラムレイのドリームランド長編や、後藤寿庵の『アリシア・Y』に登場する。

## 関連人物
HPLの作品では、彼が好む血筋の要素が盛り込まれ、登場人物の家系図や来歴が設定されることがある。十字軍の兵士ジェフリー・カーターが時系列として最も古く、次にエリザベス朝時代にジョン・ディーと並ぶ魔術師とされた初代ランドルフ・カーターが登場する。1692年にセイラム魔女事件が発生すると妖術師エドマンド・カーターがセイラムからアーカムに移住している。1866年には、南北戦争で騎兵将校として活躍した大叔父ジョンがアリゾナで失踪した。
1781年にエドマンド・カーターは、アーカムにある森の斜面に空いた洞窟「蛇の巣」で銀の鍵を使い失踪しており、それ以来、一族によって保管されて来た。
名称は大瀧啓裕訳で統一する。

### カーター家
ジェフリー・カーター
登場作品：『幻影の王』
ランドルフ・カーターの550年前の先祖。ランドルフ・カーターの記憶を少し保持している。
初代ランドルフ・カーター卿
登場作品：【銀鍵】
16世紀、エリザベス女王の時代に魔術を研究していた。
エドマンド・カーター
登場作品：【銀鍵】
セイレムの魔女狩りにあい絞首刑に晒されるところだったが逃れた。銀の鍵を持っていた。

### カーターの周辺の人物
ハーリイ・ウォーラン
登場作品：【陳述】
サウスカロライナの神秘家・先史時代の研究家。事件に遭遇し行方不明になる。
モデルとなった人物は、HPLの友人サミュエル・ラヴマン。
ジョウエル・マントン
登場作品：【名状】
ボストン出身のイースト・ハイスクール校長。事件に遭遇しケガを負う。
エティエンヌ＝ローラン・ド・マリニー
登場作品：【門越】、『永劫より』（HPL&ヒールド）、『セベクの秘密』（ブロック）、『幻夢の時計』（ラムレイ）
ニューオリンズに住むクレオール人で研究者。世界大戦に従軍したときに知り合い友人となる。カーターの遺書と遺産の管理を任されており、財産会合を主催する。コレクターであり、奇妙な大時計を所有する。
モデルとなった人物はE・ホフマン・プライスで、名前の由来は彼とHPL2人の共著のための筆名「エティエンヌ＝マーマデューク・ド・マリニー」。
ブライアン・ラムレイ作品のレギュラー人物である、アンリ＝ローラン・ド・マリニーは、彼の息子。
アーニスト・K・アスピンウォール
登場作品：【門越】
シカゴの法律家。ランドルフ・カーターの母方の親族で、ランドルフよりも10歳年長。失踪した彼を死亡したものとみなし、財産分与を要求する。ランドルフを恥知らずと言って軽蔑している。
チャンドラプトゥラ師の話に激昂して仮面を取るが、素顔を見て絶命する。
ウォード・フィリップス
登場作品：【銀鍵】【門越】
ロードアイランド州プロヴィデンス市在住の初老の男。カーターの文通友達。
【銀鍵】の語り手。カーターの失踪と自分が見た夢を物語にして発表したものであり、カーターが異世界の都市イレク＝ヴァドの王となっているだろうと示唆している。1932年の財産会合に参加する。
ランドルフ・カーターと同様に、HPL（Howard Phillips Lovecraft）自身がモデルとなっている人物。オーガスト・ダーレスは、『暗黒の儀式』と『アルハザードのランプ』に彼と同名の人物（同一人物ではない）を登場させている。
チャンドラプトゥラ師
登場作品：【門越】、『永劫より』（HPL&ヒールド）
ベナレスから来たスワーミー（ヒンドゥー教の宗教家）を名乗る男。1932年の財産会合でカーターが失踪した経緯を語り、遺産を他者に相続させずカーター自身に引き渡すことを進言する。激昂したアスピンウォールによって仮面を外され、棺形の時計の中に入り込み姿を消した。
常識的に考えれば、カーターの財産を狙った犯罪者である。主張を信じるなら、異星人ズカウバが地球人に変装しており、さらにカーターの魂が宿っている。
マリナス・ビクネル・ウィレット医師
登場作品：『チャールズ・ウォードの奇怪な事件』
ウォード家の主治医にして、カーターの友人。忌まわしき地下実験室探索の折に発見した、眠りの底の暗黒の深淵を示す「コスの印」について、カーターがその威力を語っていたことを思い出す。

### 宇宙的・幻夢
ズカウバ
登場作品：【門越】
惑星ヤディスに住む、鉤爪、昆虫のような多関節の体を持つ種族の魔道士。カーターの魂が転移してきたことで、ズカウバとカーターの2人で体の主導権争いをしている。
アタル
登場作品『ウルタールの猫』『蕃神』【夢求】『幻夢の時計』（ラムレイ）
ウルタールの神官。齢300歳を数える老齢。カーターに、大地の神々にまつわる禁断の秘事を聞かせる。
もとは宿屋の息子。賢人バルザイに師事して神官となった。
老いたネコ元帥
登場作品：【夢求】『虚ろなる十月の夜に』（ロジャー・セラズニイ）
ドリームランドの猫族のリーダーでカーターを助ける。
ピックマン
登場作品：【夢求】
ドリームランドで出会ったグールの絵描き。カーターと協力するが行方不明になる。
『ピックマンのモデル』の主人公であるリチャード・アプトン・ピックマンと同名。
ナイアーラトテップ
登場作品：【夢求】『幻夢の時計』（ラムレイ）ほか多数
ファラオのごとき怪人物。カダスを目指すカーターを妨害する。最終的に彼から夢見る者としての能力を奪った。
ウムル・アト＝タウィル
登場作品：【門越】『幻影の王』
門の番人。